# Philipp Schlucker

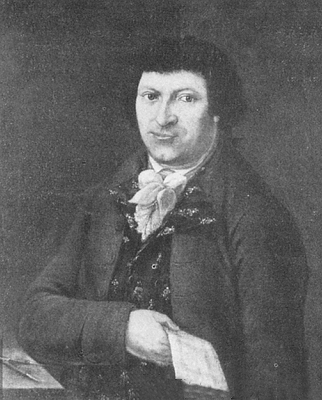
Philipp Schlucker

Philipp Schlucker (* 7. Mai 1748 in Alland, Niederösterreich; † 9. April 1820 in Nikolsdorf, heute ein Teil von Wien 5) war ein österreichischer Baumeister.

## Leben
Schlucker baute – nach einer öffentlichen Ausschreibung – in der Regierungszeit von Kaiser Joseph II. von 1782 bis 1787 die etwa 22 Kilometer lange Mauer um den Lainzer Tiergarten zu einem Sechstel des Preises der Konkurrenz. Die Wiener Bevölkerung, beeinflusst durch die unterlegene Konkurrenz, befürchtete aufgrund dieses angeblichen Dumpingpreises, dass er bankrottgehen würde. Man sprach daher vom Armen Schlucker und erklärte sich später fälschlich die viel ältere Redensart „ein armer Schlucker sein“ mit den Geschichten rund um Schlucker. Er stellte aber die Mauer nach fünf Jahren Bauzeit ordnungsgemäß fertig und war noch zehn Jahre später gut im Geschäft.
Sein Wohnhaus in Alland 65 errichtete er auf einem Grundstück, das ihm der Kaiser geschenkt hatte, heute die Schluckergasse.

## Auszeichnungen
- Waldamts Baumeister

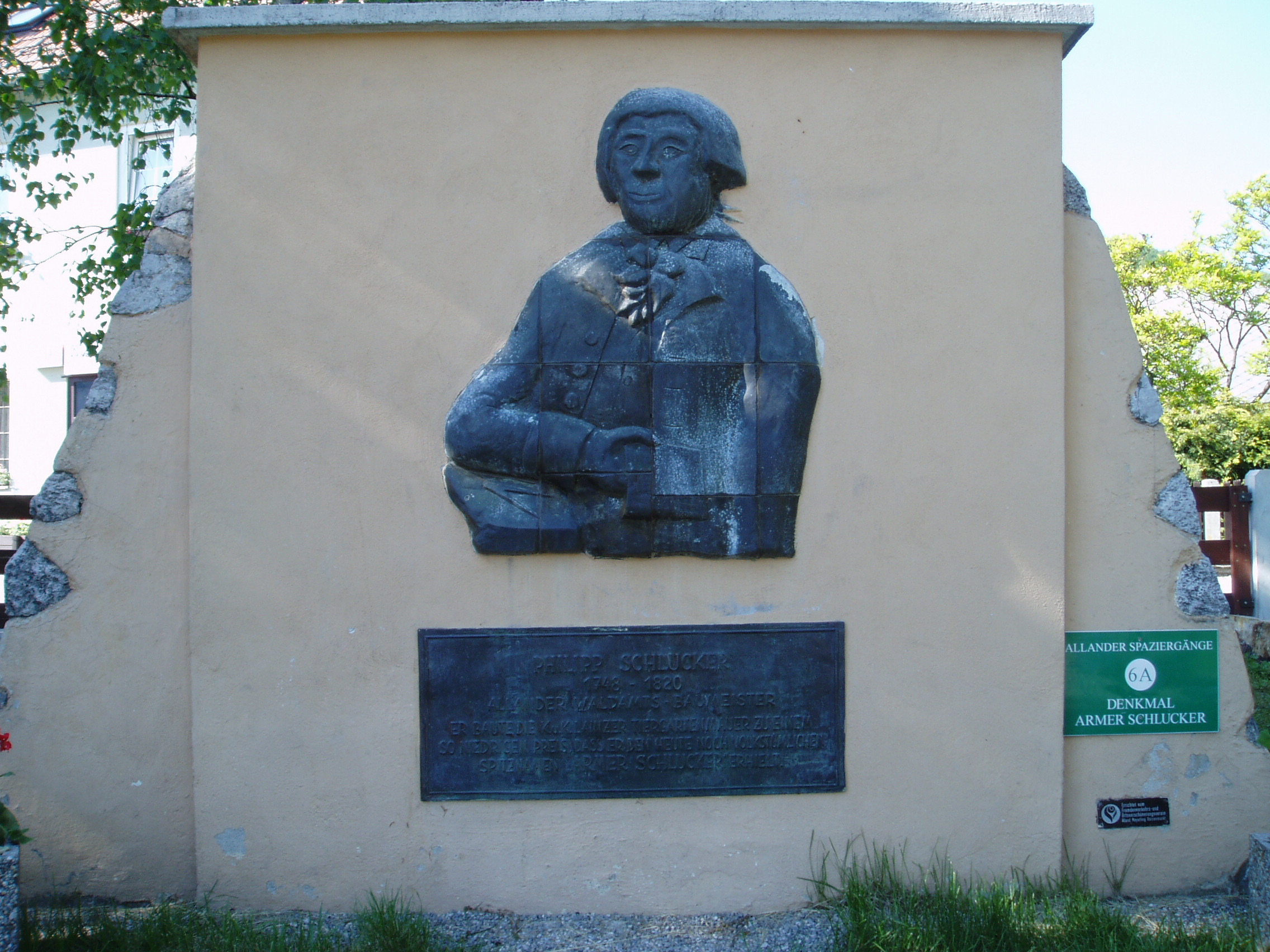
Schluckerdenkmal in Alland

- 1971: Schluckergasse in Wien/Hietzing

## Realisierungen
- 1782–1787 Ummauerung des Lainzer Tiergartens[3]
- 1783 Pfarrkirche Sulz im Wienerwald[4]
- um 1800 Kirchturm der Pfarrkirche Alland[4]
- 1802 Straße in Hafnerberg ins Triestingtal
- 1802 Ehemaliges Mauthaus, zweigeschoßiger Bau unter einem Walmdach in Heiligenkreuz[4]
- 1807 Rechenbauwerke für die Brennholztrift an der Schwechat im Helenental bei Baden